# Myrat Annaýew
Myrat Annaýew (Asgabat, 6 maggio 1993) è un calciatore turkmeno, centrocampista dell'Ahal e della Nazionale turkmena.

## Carriera

### Club
Ha sempre giocato nel campionato turkmeno.

### Nazionale
Con la nazionale turkmena ha preso parte alla Coppa d'Asia 2019.

## Palmarès

### Club

#### Competizioni nazionali
- Campionato turkmeno: 3

Altyn Asyr: 2015, 2016, 2017
- Coppa del Turkmenistan: 2

Altyn Asyr: 2015, 2016
- Supercoppa del Turkmenistan: 3

Altyn Asyr: 2015, 2016, 2017